# When Flowers Bloom, I Think of the Moon
Moonshine (en hangul, 꽃 피면 달 생각하고; romanización revisada, Kkot Pimyeon Dal Saenggakago) es una serie de televisión surcoreana transmitida del 20 de diciembre de 2021 al 22 de febrero de 2022 a través de KBS2.

## Sinopsis
La serie representa el amor y los deseos humanos durante el período de la ley de prohibición del alcohol más estricta en la historia de Joseon.
Durante el período de la ley de prohibición más fuerte de la historia de Joseon, Nam-young, un inspector de la oficina del inspector general ha dejado su ciudad natal para alcanzar la fama en Hanyang y así restaurar el honor de su familia. Ahora trabaja como oficial de Saheonbu y una de las misiones es tomar medidas enérgicas contra las personas que violan la prohibición del alcohol.
Por otro lado Kang Ro-seo, es una pobre mujer aristocrática a quien no le importa hacer cualquier trabajo manual para poder pagar la deuda de su familia, y para poder hacerlo comienza a fabricar alcohol ilegalmente.
Finalmente Lee Pyo, el joven príncipe heredero que en secreto huye por los muros del palacio para ir a tomar alcohol.
Cuando los tres se conocen frente a un almacén secreto donde dan bebidas alcohólicas, descubren un secreto que podría quitarles la vida.
Mientras que Han Ae-jin, la única hija de una familia pobre, es una joven directa y obstinada que a pesar de haber crecido en un entorno elegante, se niega a hacer lo que no le gusta. A medida que se acerca a la edad de casarse, decide que quiere un marido guapo si tiene que mirarlo a la cara por el resto de su vida.

## Reparto

### Personajes principales
- Yoo Seung-ho como el inspector Nam Young, un hombre guapo, inteligente, trabajador y decidido que es popular entre las mujeres locales pero que solo está interesado en leer libros y en dar a conocer su nombre. Es un inspector del ministerio de patriotas y asuntos constitucionales que deja su ciudad natal para alcanzar la fama en Hanyang y así restaurar el honor de su familia.[10][11][12]
  - Jung Hyun-joon como Nam-young de joven (Ep. 3-4).
- Lee Hye-ri como Kang Ro-seo, la hija de un aristócrata pobre. Es una mujer fuerte que desde pequeña ha trabajado con el fin de pagar la inmensa deuda de su familia. En secreto comienza a preparar licor para poder sus deudas.[13][14]
  - Lee Seol-a como Ro-seo de joven (Ep. 1).
- Byeon Woo-seok como Lee Pyo, el príncipe heredero que se rebela contra la ley de prohibición y cuyo único defecto es su excesivo amor por el alcohol. A menudo se escapa del palacio para tomar una copa, incluso en tiempos de prohibición, lo que ocasiona molestia dentro del palacio.[15]
  - Oh Han-kyul como Lee Pyo de joven (Ep. 1-2).
- Kang Mi-na como Han Ae-jin, la única hija de una familia noble. Es sencilla pero brutalmente honesta, es transparente sobre sus disgustos, por lo que pelea cuando alguien quiere que haga algo que no le gusta.[16][17]

### Personajes secundarios

#### Personas cercanas a Nam Young
- Kim Ki-bang como Chun-gae.
- Lim Chul-hyung como Nam Tae-ho, el padre de Nam Young (Ep. 2, 4).
- Ahn Mi-na como la madre de Nam Young (Ep. 3).

#### Personas cercanas a Kang Ro-seo
- Seo Ye-hwa como Seo Hye-min / Cheon Geum.[18]
- Bae Yoo-ram como Kang Hae-soo.[19]
- Lee Sung-wook como Kang Ho-yeon, el padre de Kang Ro-seo (Ep. 1).

#### Miembros de Saheonbu (Oficina del Inspector General)
- Im Won-hee como Hwang So-yoo.
- Lee Si-hoon como Kim Seok-won, el inspector de prohibición (Ep. 2, 4).
- Kwon Tae-won como el inspector al mando (Ep. 8).

#### Palacio Real
- Choi Won-young como Lee Shi-heum, el ambicioso y misterioso tío de Lee Pyo, así como el secretario real en jefe.
- Jang Gwang como Yeon Jo-mun, un hombre poderoso que colocó directamente al Rey en el trono, así como el consejero de Estado en jefe.
- Jung Sung-il como el Rey Lee Kang.[20]
- Ahn Si-ha como la Consorte Real Lee Kyung-bin, la madre de Lee Pyo.[21]
- Byeon Seo-yoon como la Reina Yeon Jungjeon, la nieta de Yeon Jo-mun.
- Park Sun-young como una consorte real (Ep. 3).
- Park Soo-min como una consorte real (Ep. 3).
- Lee Yoon-gun como el Príncipe Neung San (Ep. 6).
- Kim Ryeo-eun como la Consorte Real Um.

#### Personas en Night Street
- Moon Yoo-kang como Shim Heon, un contrabandista que dirige la organización de licor de contrabando más grande de Hanyang.[22]
  - Lee Joo-won como Shim-heon de joven (Ep. 7).
- Hong Wan-pyo como Gye Sang-mok.
- Lee Ha-nee como Jung-mok.
- Shin Hee-chul como Ha-mok.
- Lee Ki-taek como Tae-seon.
- Kim Kwang-suk como el guardia de construcción de túneles (Ep. 7-8).
- Jung Wan-hee como el subordinado de Shim Heon.
- Yoon Jong-goo como un cliente de Gye Sang-mok (Ep. 8, 10).
- Lee Byeong-cheol como un cliente de Gye Sang-mok (Ep. 8, 10).
- Guk Joong-woong como un cliente de Gye Sang-mok (Ep. 8, 10).
- Kim Sung-ho como un cliente de Gye Sang-mok (Ep. 8, 10).

#### Casa de la cortesana de Giringak
- Park Ah-in como Woon Shim.
  - Kim Sun-yool como Woon Shim de pequeña (Ep. 7).
- Kim Ji-an como Ok-ran, la mejor Gisaeng (Ep. 3).[23]
- Lee Chae-kyung como Jo Haeng-soo, la jefa Gisaeng.

#### Empleados del Palacio
- Shin Hyun-jong como Jo Hee-bo, el consejero de estado de izquierda.
- Lee Hwang-ui como Han Sang-woon, el ministro de guerra.
- Kim Min-ho como Kim Eol-dong.
- Han Soo-hyun como Yeon Chae-bong.
- Na Mi-hee como una dama de la corte (Ep. 1).
- Song Duk-ho como Jo Ji-soo (Ep. 1, 4).[24]
- Kim Jae-rok como Yeon Gi-bong (Ep. 2).
- Ma Jung-pil como un secretario real (Ep. 4).
- Jung Han-bin como un oficial del departamento de justicia (Ep. 5).
- Kim Sang-wook como un médico (Ep. 6).
- Jung Yoo-mi como la dama de la corte Park.
- Choi Da-young como una dama de la corte (Ep. 8).
- Jo A-jin como una dama de la corte (Ep. 8).
- Sung Chan-ho como el ministro de hacienda (Ep. 12).
- Eom Ji-man como un funcionario (Ep. 12).
- Park Yong como un médico (Ep. 13).
- Kwon Tae-jin como un guardia (Ep. 15-16).
- Jang Eui-don como un funcionario de gobierno (Ep. 16).

#### Villa Blacksmith
- Jung Young-joo como Dae-mo.[25]
- Park Sung-hyun como Song Mak-san / Song Kang-san.
- Kim Gwang-sub como un herrero.
- Hong Seong-min como Gae-Ddong (Ep. 6).

### Otros personajes
- Kim Sung-yong como un eunuco (Ep. 1).
- Lee Seung-chul como un contrabandista (Ep. 1).
- Choi Na-moo como una sirvienta con el anillo perdido (Ep. 1).
- Kim Jin-ok como una espectadora del desfile (Ep. 1).
- Jung Soo-in como una camarera del pub (Ep. 1).
- Han Ki-jang como un cliente del pub (Ep. 1).
- Yoo Jae-ik como un portero del pub (Ep. 1).
- Han Sa-myung como Young-hoon, un miembro de la escuela del pueblo del sur (Ep. 1, 7).
- Ahn Soo-ho como un agente de bienes raíces (Ep. 1-2).
- Hwang Tae-kwang como el jefe de la oficina de la policía.
- Jin Ga-min como un oficial (Ep. 2).
- Choi Nam-wook como un comprador de alcohol (Ep. 2).
- Jang Nam-yeol como un boticario (Ep. 2).
- Kim Jae-heum como un trabajador de campo (Ep. 2).
- Park Ji-won como una vendedora de horquillas (Ep. 2-3).
- Kim Bi-bi como una sirvienta de Han Ae-jin (Ep. 2-4).
- Chu Yeon-gyu como un vendedor de linternas (Ep. 3, 5).
- Choi Gyo-sik como un bibliotecario (Ep. 4).
- Park Ok-chool como una chamán (Ep. 5).
- Kim Bong-soo como un comprador de licor (Ep. 5).
- Yoo Byung-sun como un buscador de personas (Ep. 5).
- Moon Kyung-min como el médico Yoo (Ep. 5, 9).
- Seon A-rin como una médico (Ep. 6).
- Choi Hyo-sang como un adivino (Ep. 7).
- Cho Seok-in como un prisionero (Ep. 7).
- Han Seung-yun como un hombre de seis dedos.
- Yeon Je-hun como un subordinado de Lee Shi-heum (Ep. 8).
- Kim Ha-eon como un niño mendigando en la casa de la cortesana (Ep. 9).
- Lee Su-hyung como un oficial de Hanseongbu (Ep. 10).
- Yong-jin como un pasajero del ferry (Ep. 11).
- Kim In-kwon como un pasajero del ferry (Ep. 11).
- Uhm Tae-ok como un comerciante (Ep. 11).
- Kim Wang-yong como un antiguo médico real (Ep. 14).

### Apariciones especiales
- Joo Suk-tae como un capitán (Ep. 1-2).
- Park Eun-seok como el Príncipe heredero Sunghyun, el medio hermano de Lee Pyo (Ep. 1-2, 10).[26]
- Hwang Bo-ra como Hwang Ga, una mujer con linterna en el puente (Ep. 3).

## Episodios
La serie fue emitida en KBS2 del 20 de diciembre de 2021 al 22 de febrero de 2022, todos los lunes y martes a las 21:30 Huso horario de Corea (KST) durante 16 episodios.
El 31 de enero de 2022, la serie que generalmente se transmite los lunes y martes, no se emitió anoche debido al feriado del Año Nuevo Lunar. El drama reanudó su horario habitual a partir del 8 de febrero.
El 5 de febrero de 2022, la KST anunció que la serie cambiaría su horario de transmisión debido a los Juegos Olímpicos de Invierno de Beijing 2022. Mientras que la serie generalmente se transmitía los lunes y martes a las 9:30 p. m. KST, el drama histórico no se transmitirá en su horario habitual el 7 y 8 de febrero, en lugar de transmitir el episodio 13 el 7 de febrero, transmitirá los episodios 13 y 14 seguidos el 8 de febrero a partir de las 10 p. m. KST.

### Índice de audiencia
Los números en color rojo indican las calificaciones más bajas, mientras que los números en azul indican las calificaciones más altas.
| Episodio | Fecha de emisión        | Participación promedio de audiencia | Participación promedio de audiencia |
| Episodio | Fecha de emisión        | Nacional                            | Seúl                                |
| -------- | ----------------------- | ----------------------------------- | ----------------------------------- |
| 1        | 20 de diciembre de 2021 | 7.5 % (10.ª)                        | 6.9 % (10.ª)                        |
| 2        | 21 de diciembre de 2021 | 7.2 % (9.ª)                         | 6.7 % (10.ª)                        |
| 3        | 27 de diciembre de 2021 | 6.3 % (14.ª)                        | 5.8 % (15.ª)                        |
| 4        | 28 de diciembre de 2021 | 7.6 % (9.ª)                         | 7.1 % (9.ª)                         |
| 5        | 3 de enero de 2022      | 5.4 % (16.ª)                        | 4.9 % (15.ª)                        |
| 6        | 4 de enero de 2022      | 6.2 % (11.ª)                        | 5.6 % (13.ª)                        |
| 7        | 10 de enero de 2022     | 5.4 % (14.ª)                        | 5.1 % (14.ª)                        |
| 8        | 11 de enero de 2022     | 5.4 % (17.ª)                        | 5.2 % (16.ª)                        |
| 9        | 17 de enero de 2022     | 4.9 % (19.ª)                        | 4.6 % (19.ª)                        |
| 10       | 18 de enero de 2022     | 5.6 % (16.ª)                        | 5.3 % (16.ª)                        |
| 11       | 24 de enero de 2022     | 5.1 % (15.ª)                        | 5.0 % (16.ª)                        |
| 12       | 25 de enero de 2022     | 5.9 % (13.ª)                        | 5.4 % (15.ª)                        |
| 13       | 8 de febrero de 2022    | 4.2 % (20.ª)                        | 3.8 % (20.ª)                        |
| 14       | 8 de febrero de 2022    | 4.9 % (15.ª)                        | 4.7 % (15.ª)                        |
| 15       | 21 de febrero de 2022   | 5.3 % (12.ª)                        | 4.6 % (14.ª)                        |
| 16       | 22 de febrero de 2022   | 5.9 % (11.ª)                        | 5.3 % (14.ª)                        |
| Promedio | Promedio                | 5.8 %                               | 5.4 %                               |

## Banda sonora

### Parte 1
| No. | Intérprete | Canción                    | Letra                                                                   | Música                                            | Duración |
| --- | ---------- | -------------------------- | ----------------------------------------------------------------------- | ------------------------------------------------- | -------- |
| 1   | Monday Kiz | "Even Though" (괜찮다가도) | Kim Chang-rak, Atone (Aiming), Choi Song-hee y Choi Bo-kyung (Onclassa) | Kim Chang-rak, Kim Soo-bin, Kwon Soo-hyun y Atone | 3:57     |
| 2   |            | "Even Though" (Inst.)      | -                                                                       | Kim Chang-rak, Kim Soo-bin, Kwon Soo-hyun y Atone | 3:57     |

### Parte 2
| No. | Intérprete  | Canción                           | Letra   | Música  | Duración |
| --- | ----------- | --------------------------------- | ------- | ------- | -------- |
| 1   | Lee So-jung | "Love Me Again" (거짓말이라 말해) | Han Gil | Han Gil | 3:21     |
| 2   |             | "Love Me Again" (Inst.)           | -       | Han Gil | 3:21     |

### Parte 3
| No. | Intérprete   | Canción                   | Letra                       | Música                      | Duración |
| --- | ------------ | ------------------------- | --------------------------- | --------------------------- | -------- |
| 1   | Ha Sung-woon | "Who You Are" (너라는 꿈) | Kim Beom-joo y Kim Si-hyeok | Kim Beom-joo y Kim Si-hyeok | 3:30     |
| 2   |              | "Who You Are" (Inst.)     | -                           | Kim Beom-joo y Kim Si-hyeok | 3:30     |

### Parte 4
| No. | Intérpretes | Canción               | Letra                                                    | Música                                         | Duración |
| --- | ----------- | --------------------- | -------------------------------------------------------- | ---------------------------------------------- | -------- |
| 1   | Lucy        | "Fly High" (날아올라) | Kim Soo-bin, Blue Mangtto, Yoon Kyung-won y Lee Joo-heon | Kim Chang-rak, Jo Se-hee, Blue Mangtto y Atone | 3:53     |
| 2   |             | "Fly High" (Inst.)    | -                                                        | Kim Chang-rak, Jo Se-hee, Blue Mangtto y Atone | 3:53     |

### Parte 5
| No. | Intérprete | Canción                             | Letra               | Música              | Duración |
| --- | ---------- | ----------------------------------- | ------------------- | ------------------- | -------- |
| 1   | Minseo     | "Missing You" (너를 바라만 보는 게) | Dr. Son y Yountoven | Dr. Son y Yountoven | 3:25     |
| 2   |            | "Missing You" (Inst.)               | -                   | Dr. Son y Yountoven | 3:25     |

### Parte 6
| No. | Intérprete | Canción                           | Letra   | Música                                       | Duración |
| --- | ---------- | --------------------------------- | ------- | -------------------------------------------- | -------- |
| 1   | Jamie      | "Moonshine" (꽃 피면 달 생각하고) | Taibian | Taibian, Kim Jung-woo (Toxic) y Director Ahn | 4:04     |
| 2   |            | "Moonshine" (Inst.)               | -       | Taibian, Kim Jung-woo y Director Ahn         | 4:04     |

### Parte 7
| No. | Intérprete    | Canción                          | Letra   | Música                               | Duración |
| --- | ------------- | -------------------------------- | ------- | ------------------------------------ | -------- |
| 1   | Seo Eun-kwang | "Once in a Minute" (1분에 한 번) | Taibian | Taibian, Kim Jung-woo y Director Ahn | 3:37     |
| 2   |               | "Once in a Minute" (Inst.)       | -       | Taibian, Kim Jung-woo y Director Ahn | 3:37     |

### Parte 8
| No. | Intérprete | Canción           | Letra                       | Música                      | Duración |
| --- | ---------- | ----------------- | --------------------------- | --------------------------- | -------- |
| 1   | Miyeon     | "Someday"         | Kim Beom-joo y Kim Si-hyeok | Kim Beom-joo y Kim Si-hyeok | 3:54     |
| 2   |            | "Someday" (Inst.) | -                           | Kim Beom-joo y Kim Si-hyeok | 3:54     |

### Parte 9
| No. | Intérpretes  | Canción                        | Letra                       | Música                      | Duración |
| --- | ------------ | ------------------------------ | --------------------------- | --------------------------- | -------- |
| 1   | Golden Child | "Love Your Everything"         | Kim Beom-joo y Kim Si-hyeok | Kim Beom-joo y Kim Si-hyeok | 3:07     |
| 2   |              | "Love Your Everything" (Inst.) | -                           | Kim Beom-joo y Kim Si-hyeok | 3:07     |

## Producción
La dirección está a cargo de Hwang In-hyuk, el guion por Kim Joo-hee (김주희) y la producción por Jeong Hae-ryong, quien tiene el apoyo del productor ejecutivo Kim Sang-hwi (de KBS Drama).
La serie también cuenta con el apoyo de las compañías de producción When Flowers Bloom, I Think of the Moon SPC, Monster Union y People Story Company.
Las filmaciones comenzaron en mayo de 2021, mientras que las fotos de la lectura del guion fueon lanzadas ese mismo año.

### Recepción
El 28 de diciembre de 2021, Good Data Corporation compartió su nueva clasificación de los dramas y miembros del elenco que generaron más revuelo durante la semana. Las listas se compilaron a partir del análisis de artículos de noticias, publicaciones de blogs, comunidades en línea, videos y publicaciones en redes sociales sobre los dramas que están actualmente al aire o que saldrán al aire próximamente. La serie nuevamente obtuvo el puesto número 6 en la lista de dramas, más comentados de la semana.
El 4 de enero de 2022, Good Data Corporation compartió su nueva clasificación de los dramas y miembros del elenco que generaron más revuelo durante la semana. Las listas se compilaron a partir del análisis de artículos de noticias, publicaciones de blogs, comunidades en línea, videos y publicaciones en redes sociales sobre los dramas que están actualmente al aire o que saldrán al aire próximamente. La serie obtuvo el puesto número 8 en la lista de dramas, más comentados de la semana.
El 11 de enero de 2022, Good Data Corporation compartió su nueva clasificación de los dramas y miembros del elenco que generaron más revuelo durante la semana. Las listas se compilaron a partir del análisis de artículos de noticias, publicaciones de blogs, comunidades en línea, videos y publicaciones en redes sociales sobre los dramas que están actualmente al aire o que saldrán al aire próximamente. La serie obtuvo el puesto número 9 en la lista de dramas, más comentados de la semana.
El 18 de enero de 2022, Good Data Corporation compartió su nueva clasificación de los dramas y miembros del elenco que generaron más revuelo durante la semana. Las listas se compilaron a partir del análisis de artículos de noticias, publicaciones de blogs, comunidades en línea, videos y publicaciones en redes sociales sobre los dramas que están actualmente al aire o que saldrán al aire próximamente. La serie obtuvo el puesto número 8 en la lista de dramas, más comentados de la semana.
El 4 de febrero de 2022, Good Data Corporation compartió su nueva clasificación de los dramas y miembros del elenco que generaron más revuelo durante la semana. Las listas se compilaron a partir del análisis de artículos de noticias, publicaciones de blogs, comunidades en línea, videos y publicaciones en redes sociales sobre los dramas que están actualmente al aire o que saldrán al aire próximamente. La serie obtuvo el puesto número 8 en la lista de dramas, más comentados de la semana.
El 8 de febrero de 2022, Good Data Corporation compartió su nueva clasificación de los dramas y miembros del elenco que generaron más revuelo durante la semana. Las listas se compilaron a partir del análisis de artículos de noticias, publicaciones de blogs, comunidades en línea, videos y publicaciones en redes sociales sobre los dramas que están actualmente al aire o que saldrán al aire próximamente. La serie obtuvo el puesto número 8 en la lista de dramas, más comentados de la semana.
El 15 de febrero de 2022, Good Data Corporation compartió su nueva clasificación de los dramas y miembros del elenco que generaron más revuelo durante la semana. Las listas se compilaron a partir del análisis de artículos de noticias, publicaciones de blogs, comunidades en línea, videos y publicaciones en redes sociales sobre los dramas que están actualmente al aire o que saldrán al aire próximamente. La serie obtuvo el puesto número 6 en la lista de dramas, más comentados de la semana.
El 22 de febrero de 2022, Good Data Corporation compartió su nueva clasificación de los dramas y miembros del elenco que generaron más revuelo durante la semana. Las listas se compilaron a partir del análisis de artículos de noticias, publicaciones de blogs, comunidades en línea, videos y publicaciones en redes sociales sobre los dramas que están actualmente al aire o que saldrán al aire próximamente. La serie obtuvo el puesto número 10 en la lista de dramas, más comentados de la semana.
El 2 de marzo de 2022, Good Data Corporation compartió su nueva clasificación de los dramas y miembros del elenco que generaron más revuelo durante la semana. Las listas se compilaron a partir del análisis de artículos de noticias, publicaciones de blogs, comunidades en línea, videos y publicaciones en redes sociales sobre los dramas que están actualmente al aire o que saldrán al aire próximamente. La serie obtuvo el puesto número 8 en la lista de dramas, más comentados de la semana.